# Brenac (Aude)
Brenac és un antic municipi de la regió d'Occitània, al departament de l'Aude. El 2016 es va fusionar amb Quilhan.